# Усачёвский переулок
Усачёвский переулок — улица в центре Москвы, в районе Хамовники, проходящая от Усачёвой улицы до Малой Пироговской.

## Происхождение названия
Прежнее название — проектируемый проезд № 6026. Современное название получено от проходящей рядом Усачёвой улицы. О присвоении названия переулку было объявлено 27 ноября 2012 года.

## Описание
Усачёвский переулок начинается напротив дома 19 по Усачёвой улице и заканчивается у дома 18 по Малой Пироговской улице. С левой стороны переулка находится жилой дом 21, приписанный к Малой Пироговской улице, справа — Усачёвский рынок (Усачёва улица, дом 26). Собственных домов не числится. Движение автомобилей одностороннее, в сторону Малой Пироговской улицы.